# Matthew Boling
Matthew Boling (20 de junio de 2000) es un deportista estadounidense que compite en atletismo, especialista en las carreras de velocidad.
Ganó una medalla de oro en el Campeonato Mundial de Atletismo de 2023, una medalla de plata en el Campeonato Mundial de Atletismo en Pista Cubierta de 2024 y una medalla de oro en el Relevos Mundiales 2024.

## Palmarés internacional
| Campeonato Mundial                   | Campeonato Mundial    | Campeonato Mundial | Campeonato Mundial |
| Año                                  | Lugar                 | Medalla            | Prueba             |
| ------------------------------------ | --------------------- | ------------------ | ------------------ |
| 2023                                 | Budapest (Hungría)    | Medalla de oro     | 4 × 400 m mixto    |
| Campeonato Mundial en Pista Cubierta |                       |                    |                    |
| Año                                  | Lugar                 | Medalla            | Prueba             |
| 2024                                 | Glasgow (Reino Unido) | Medalla de plata   | 4 × 400 m          |
| Relevos Mundiales                    |                       |                    |                    |
| Año                                  | Lugar                 | Medalla            | Prueba             |
| 2024                                 | Nasáu (Bahamas)       | Medalla de oro     | 4 × 400 m mixto    |